# Tatiana Polevoy
Tatiana Polevoy (née le 21 février 1984 à LaSalle au Québec) est une animatrice de série ou d'émission télévisée et VJ québécoise, d'origine ukrainienne, à la chaîne québécoise MusiquePlus. Elle a remporté le concours VJ recherché.

## Biographie
Diplômée de la Faculté de communication à l'UQAM, Tatiana Polevoy gagne le concours VJ recherché sur les ondes de MusiquePlus. Elle y roule sa bosse pendant 4 ans sur cette chaîne. Avant d'être nommée VJ sur les ondes de MusiquePlus, Tatiana travaille comme recherchiste pour des émissions comme C'est juste de la TV (ARTV), Sucré salé (TVA) et Deux filles le matin (TVA). Elle a également travaillé comme collaboratrice aux parties de poker sur les ondes de RDS.
En septembre 2012, elle accepte le poste de chroniqueuse des arts et spectacles à l'émission Salut, Bonjour! Weekend (TVA). C'est donc un retour aux sources pour l'animatrice native de Lasalle. En avril 2013, elle remplace Marie-Christine Proulx durant le congé de maternité de celle-ci, à l'émission Salut, Bonjour. Elle occupe le même poste durant la semaine.

### Télévision
- 2009 : VJ recherché : Grande gagnante
- 2009 : Palmarès :  Coanimatrice
- 2010 : Déclic : Animatrice
- 2012 : Rajotte : Chroniqueuse
- 2012 : Débat critique : Débatteuse
- 2012 : Salut Bonjour Week-end : Chroniqueuse arts et spectacles
- 2013-2014: Salut, Bonjour! : Chroniqueuse arts et spectacles
- 2016-2019 : Entrée Principale
- 2017-2019 : 100% local : Collaboratrice
- 2023- : La vie est un carnaval : Collaboratrice